# Osso etmoide
O osso etmoide (pré-AO 1990: osso etmóide) (do grego Ɛθmɔɪd significando "peneira") é um osso único e mediano que, juntamente com o frontal, os parietais, os temporais, o occipital e o esfenoide, contribui para formar a cavidade craniana e a cavidade nasal. Fica no centro do crânio articulado com quinze ossos.

## Anatomia
O etmoide é um osso curto, leve e esponjoso. Sua altura, comprimento e largura se equivalem harmoniosamente, não havendo predomínio significativo de nenhuma destas dimensões. Este osso localiza-se na base do crânio, mais concretamente, na zona anterior medial.
Para o estudo anatômico o osso etmoide deve estar posicionado apresentando uma crista, que se assemelha à crista de um galo (crista etmoidal), voltada para cima e para diante.

## Estrutura
O etmoide é constituído por uma lâmina horizontal, uma lâmina vertical e duas massas laterais.
A lâmina horizontal é também chamada lâmina crivosa devido aos crivos (orifícios) que possui. Em sua face superior, separada pela crista etmoidal, a lâmina horizontal apresenta dois canais olfativos, onde estão alojados os bulbos olfativos. Por sua vez, esses canais apresentam-se perfurados por diversos outros orifícios (daí o nome "lâmina crivosa"), chamados forames da lâmina cribriforme (ou crivosa). Dentro destes orifícios passam os filetes nervosos olfativos. A face inferior dessa lâmina horizontal contribui para formar a parede superior da fossa nasal.

## Articulações
O etmoide articula-se com 15 ossos:
- Quatro no neurocrânio: osso frontal, osso esfenoide (no corpo esfenoidal) e duas conchas esfenoidais)
- Onze no crânio visceral: dois ossos nasais, dois maxilares, dois lacrimais, dois palatinos, duas conchas nasais inferiores, e com o vômer.

Detalhes
A lâmina vertical atravessa perpendicularmente a lâmina horizontal e, por isso é dividida para estudo em duas porções, sendo a que fica acima da lâmina horizontal a própria crista etmoidal e a que fica por baixo a lâmina perpendicular do etmoide. A crista etmoidal ou apófise da "crista gali" encontra-se na zona superior e está em contacto com o osso frontal, estando portanto na zona da cavidade craniana. A lâmina perpendicular encontra-se na zona inferior, apresentando duas faces laterais que contribuem para a formação da parede medial da cavidade nasal. Deste modo, a lâmina perpendicular vai separar a cavidade nasal em duas fossas nasais, e ao articular-se com os ossos nasais, a espinha nasal e a cartilagem origina o septo nasal, estrutura separadora das duas narinas.
As massas laterais apresentam uma forma cuboidal (seis faces), sendo a face superior articulada com o bordo da incisura etmoidal do frontal e apresentando semi-células, que juntamente com as semi-células do bordo da incisura etmoidal do frontal, formam as células etmoidais anteriores, sendo a maior e mais anterior denominada de infundíbulo, que, por sua vez, será o elo entre a fossa nasal e o seio frontal. A face inferior se articula com a parte média do bordo superior da maxila e apresenta um meato nasal médio. A face anterior se articula com a face posterior do osso lacrimal. A face posterior se articula com a face anterior do corpo do esfenoide. a face lateral ou lâmina orbital contribui para a formação da parede medial da cavidade orbital. A face medial, assim como a face superior, apresenta muitos acidentes anatômicos, sendo os mais importantes as conchas nasais média e superior, que por sua vez dão origem, em suas faces laterais, aos meatos nasal superior, que desemboca no seio esfenoidal, e médio que desemboca tanto no seio frontal, através do infundíbulo, como no seio maxilar.

## Galeria

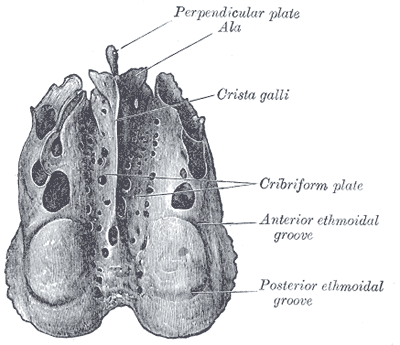
Visto de cima.
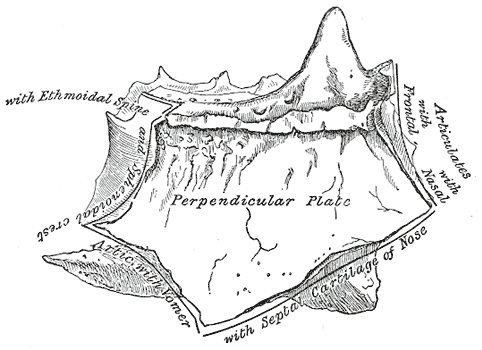
Placa perpendicular ao etmoide.
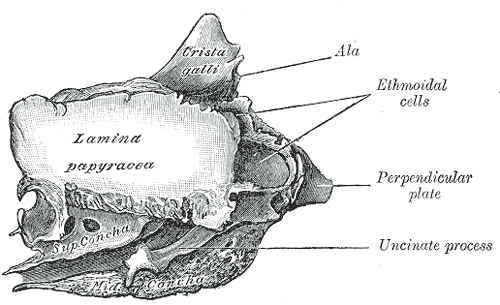
Visto pelo lado direito.
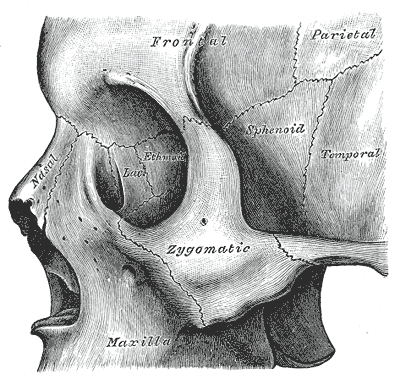
Etmoide visível no centro (dentro da órbita ocular).
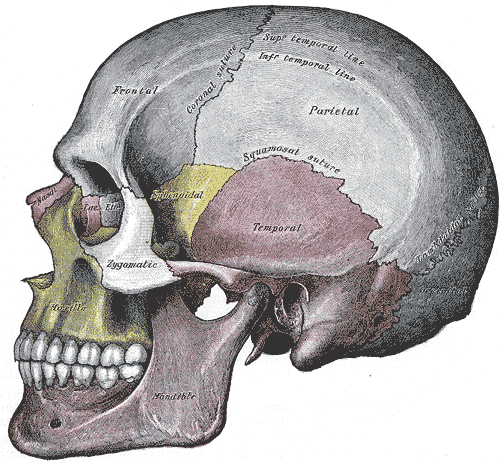
Vista lateral do crânio.
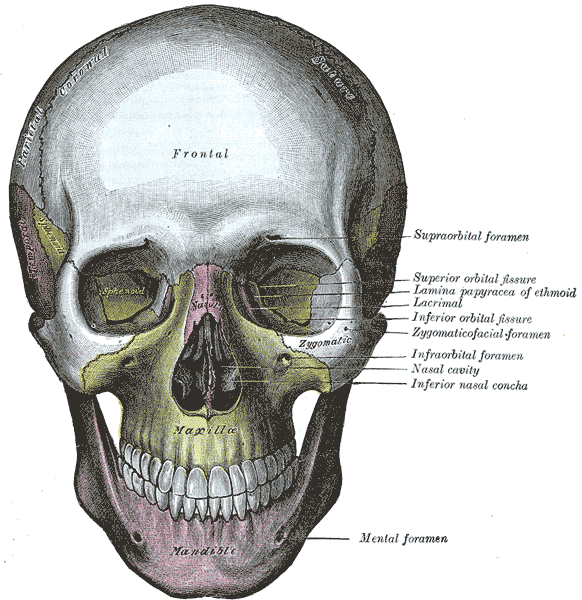
Crânio de frente.
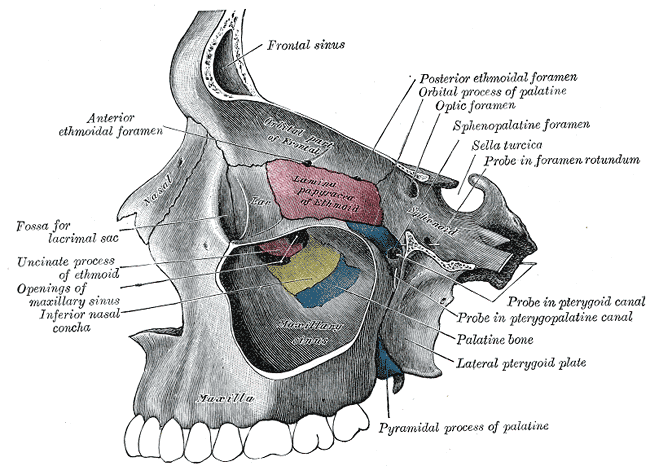
Parede medial da órbita esquerda.
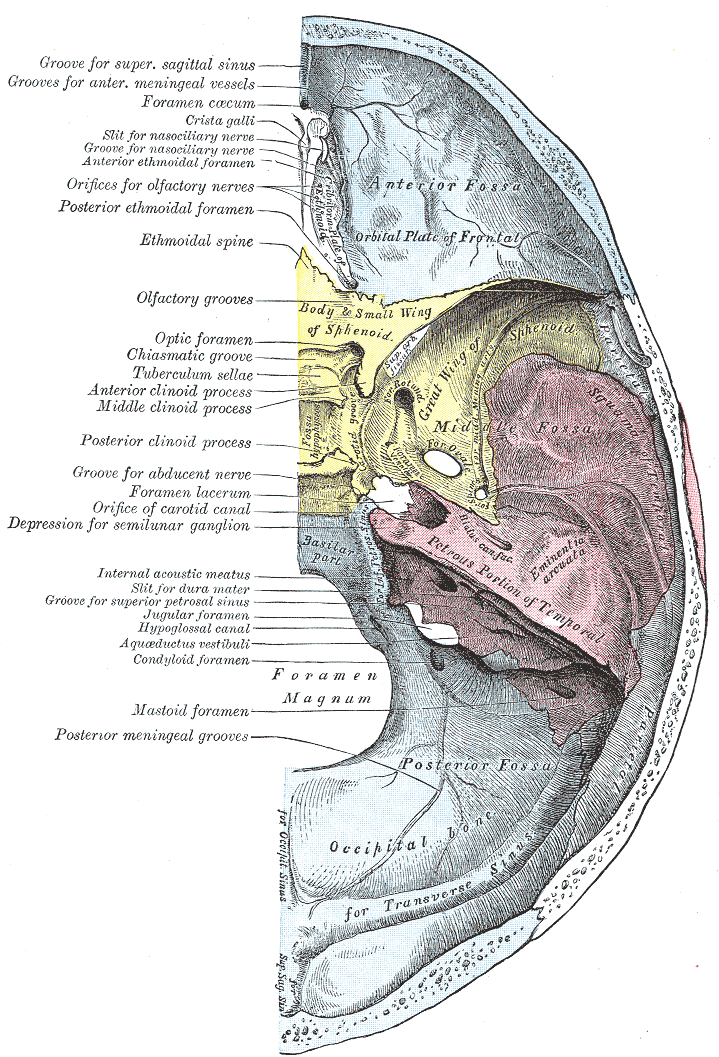
Base do crânio. Superfície superior.
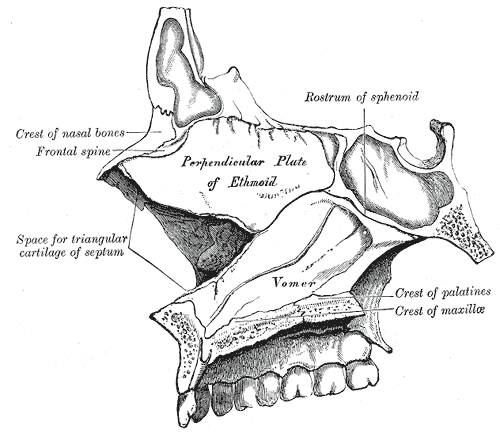
Parede medial da fossa nasal esquerda.
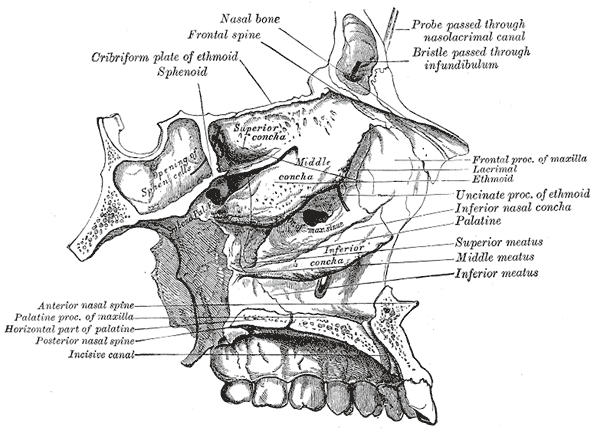
Paredes da cavidade nasal esquerda.
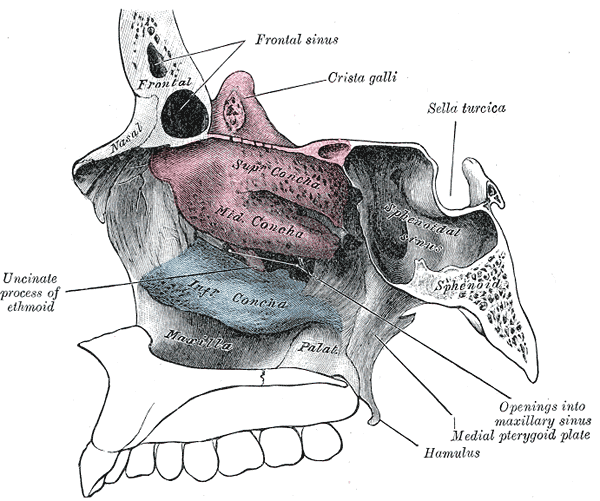
Parede lateral da cavidade nasal.